# گابریل بونگیورنی
گابریل بونگیورنی (انگلیسی: Gabriele Bongiorni؛ زادهٔ ۱۶ مهٔ ۱۹۵۹) بازیکن فوتبال اهل ایتالیا است.
از باشگاه‌هایی که در آن بازی کرده‌است می‌توان به باشگاه فوتبال کرمونزه، باشگاه فوتبال آسکولی، باشگاه فوتبال آلساندریا، و باشگاه فوتبال وارزه اشاره کرد.